# Leichtathletik-Weltmeisterschaften 1991/200 m der Männer

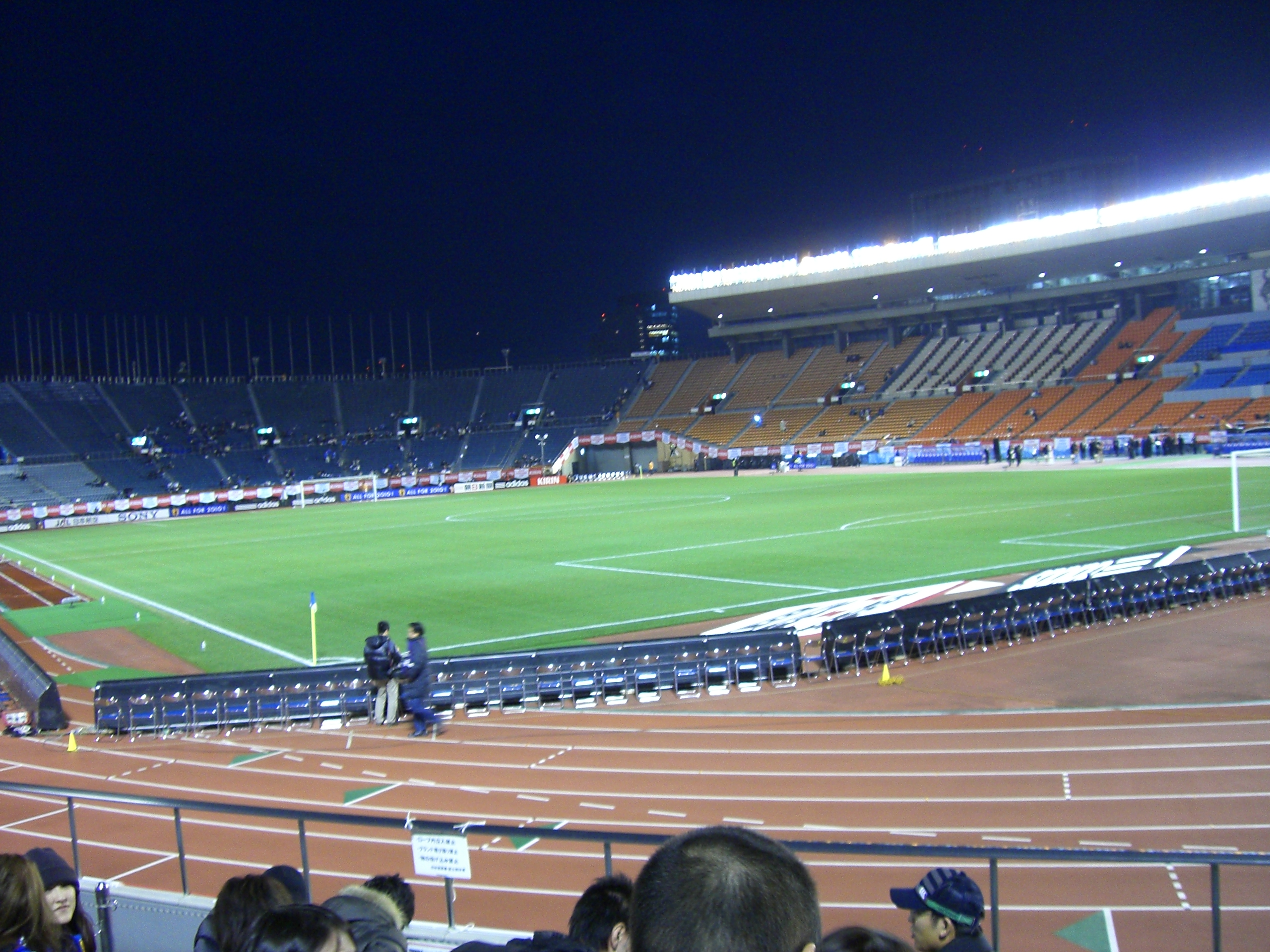
Das Olympiastadion in Tokio im Jahr 2008

Der 200-Meter-Lauf der Männer bei den Leichtathletik-Weltmeisterschaften 1991 wurde am 26. und 27. August 1991 im Olympiastadion der japanischen Hauptstadt Tokio ausgetragen.
Weltmeister wurde der US-Amerikaner Michael Johnson, der hier seinen ersten von vielen nachfolgenden Titeln bei Weltmeisterschaften und Olympischen Spielen errang. Er siegte vor Frank Fredericks aus Namibia. Auch für ihn begann hier eine sehr erfolgreiche internationale Laufbahn mit zahlreichen olympischen und Weltmeisterschaftsmedaillen. Bronze ging an den Kanadier Atlee Mahorn.

## Rekorde

### Bestehende Rekorde
| Weltrekord               | 19,72 s | Pietro Mennea | Mexiko-Stadt, Mexiko          | 12. September 1979 |
| Weltmeisterschaftsrekord | 20,14 s | Calvin Smith  | WM 1983 in Helsinki, Finnland | 14. August 1983    |

### Rekordverbesserung
Der US-amerikanische Weltmeister Michael Johnson verbesserte den bestehenden WM-Rekord zweimal.
- 20,05 s – drittes Viertelfinale am 26. August bei einem Rückenwind von 0,8 m/s
- 20,01 s – Finale am 27. August bei einem Gegenwind von 3,4 m/s

Der heftige Gegenwind von 3,4 m/s verhinderte schnellere Zeiten. Weltmeister Johnson hätte hier bei besseren Bedingungen ganz sicher die Marke von zwanzig Sekunden unterboten. Auch der Weltrekord von 19,72 s hätte im Bereich des Möglichen gelegen.

## Vorrunde
26. August 1991, 11:35 Uhr
Die Vorrunde wurde in acht Läufen durchgeführt. Die ersten drei Athleten pro Lauf – hellblau unterlegt – sowie die darüber hinaus acht zeitschnellsten Läufer – hellgrün unterlegt – qualifizierten sich für das Viertelfinale.

### Vorlauf 1
Wind: −1,3 m/s
| Platz | Name                 | Nation    | Zeit (s) |
| ----- | -------------------- | --------- | -------- |
| 1     | Frank Fredericks     | Namibia   | 20,70    |
| 2     | Innocent Asonze      | Nigeria   | 20,88    |
| 3     | Jaroslaw Kaniecki    | Polen     | 21,00    |
| 4     | Anninos Markoullidis | Zypern    | 21,07    |
| 5     | Attila Kovács        | Ungarn    | 21,55    |
| 6     | Christian Mandengue  | Kamerun   | 22,31    |
| 7     | Ahmed Shageef        | Malediven | 22,80    |

### Vorlauf 2
Wind: +1,2 m/s
| Platz | Name              | Nation   | Zeit (s) |
| ----- | ----------------- | -------- | -------- |
| 1     | Michael Johnson   | USA      | 20,52    |
| 2     | Yoshiyuki Okuyama | Japan    | 20,80    |
| 3     | Stefano Tilli     | Italien  | 20,89    |
| 4     | Enrique Talavera  | Spanien  | 20,98    |
| 5     | Peter Ogilvie     | Kanada   | 21,09    |
| 6     | Trevor Davis      | Anguilla | 21,87    |
| DNS   | Mohamed Abderrin  | Libyen   |          |

### Vorlauf 3
Wind: +0,3 m/s
| Platz | Name                    | Nation              | Zeit (s) |
| ----- | ----------------------- | ------------------- | -------- |
| 1     | Robson Caetano da Silva | Brasilien           | 20,51    |
| 2     | Michael Rosswess        | Großbritannien      | 20,58    |
| 3     | Daniel Effiong          | Nigeria             | 20,68    |
| 4     | Kennedy Ondiek          | Kenia               | 20,73    |
| 5     | Dmitri Bartenjew        | Sowjetunion         | 20,78    |
| 6     | Edmund Estaphane        | St. Lucia           | 21,48    |
| 7     | Bertram Haynes          | St. Kitts und Nevis | 21,58    |
| 8     | Fortune Ogouchi         | Benin               | 22,36    |

### Vorlauf 4
Wind: +0,9 m/s
| Platz | Name             | Nation                   | Zeit (s) |
| ----- | ---------------- | ------------------------ | -------- |
| 1     | Nikolaj Antonow  | Bulgarien                | 20,28    |
| 2     | Leroy Burrell    | USA                      | 20,38    |
| 3     | Joseph Gikonyo   | Kenia                    | 20,43    |
| 4     | Cyprian Enweani  | Kanada                   | 20,95    |
| 5     | Pascal Thurnherr | Schweiz                  | 20,97    |
| 6     | Dudley Den Dulk  | Niederländische Antillen | 21,65    |
| 7     | Rodney Cox       | Turks- und Caicosinseln  | 21,91    |
| DNS   | Karim Abdul      | Afghanistan              |          |

### Vorlauf 5
Wind: +0,1 m/s
| Platz | Name                 | Nation         | Zeit (s) |
| ----- | -------------------- | -------------- | -------- |
| 1     | Olapade Adeniken     | Nigeria        | 20,63    |
| 2     | Hermann Lomba        | Frankreich     | 20,78    |
| 3     | Linford Christie     | Großbritannien | 21,19    |
| 4     | Khaled Ibrahim Jouma | Bahrain        | 21,31    |
| 5     | Joseph Styles        | Bahamas        | 21,43    |
| 6     | Joseph Dias          | Senegal        | 21,60    |
| 7     | Mark Sherwin         | Cookinseln     | 21,68    |
| DSQ   | Goolam Ambia         | Bangladesch    |          |

### Vorlauf 6
Wind: −0,3 m/s
| Platz | Name                  | Nation     | Zeit (s) |
| ----- | --------------------- | ---------- | -------- |
| 1     | Jean-Charles Trouabal | Frankreich | 20,75    |
| 2     | Atlee Mahorn          | Kanada     | 20,83    |
| 3     | Dean Capobianco       | Australien | 20,93    |
| 4     | Daniel Cojocaru       | Rumänien   | 20,94    |
| 5     | Boévi Lawson          | Togo       | 21,09    |
| 6     | Sandro Floris         | Italien    | 21,10    |
| 7     | Ousmane Diarra        | Mali       | 21,85    |
| 8     | Jerry Jeremiah        | Vanuatu    | 21,91    |

### Vorlauf 7
Wind: +0,8 m/s
| Platz | Name              | Nation         | Zeit (s) |
| ----- | ----------------- | -------------- | -------- |
| 1     | Emmanuel Tuffour  | Ghana          | 20,50    |
| 2     | John Regis        | Großbritannien | 20,62    |
| 3     | Alexander Sokolow | Sowjetunion    | 20,67    |
| 4     | Thomas Renner     | Österreich     | 20,85    |
| 5     | Botlhoko Shebe    | Lesotho        | 21,74    |
| DSQ   | Troy Douglas      | Bermuda        |          |
| DNS   | Franck Zio        | Burkina Faso   |          |

### Vorlauf 8
Wind: −0,4 m/s
| Platz | Name                 | Nation                         | Zeit (s) |
| ----- | -------------------- | ------------------------------ | -------- |
| 1     | Floyd Heard          | USA                            | 20,67    |
| 2     | Bruno Marie-Rose     | Frankreich                     | 20,90    |
| 3     | Cameron Taylor       | Neuseeland                     | 21,06    |
| 4     | Félix Stevens        | Kuba                           | 21,06    |
| 5     | Miguel Gómez         | Spanien                        | 21,08    |
| 6     | Neville Hodge        | Amerikanische Jungferninseln   | 21,36    |
| 7     | Eswort Coombs        | St. Vincent und die Grenadinen | 22,29    |
| 8     | Manuel Alves Fonseca | São Tomé und Príncipe          | 23,44    |

## Viertelfinale
26. August 1991, 16:50 Uhr
Aus den vier Viertelfinalläufen qualifizierten sich die jeweils ersten vier Athleten – hellblau unterlegt – für das Halbfinale.

### Viertelfinallauf 1
Wind: +0,4 m/s
| Platz | Name                    | Nation     | Zeit (s) |
| ----- | ----------------------- | ---------- | -------- |
| 1     | Atlee Mahorn            | Kanada     | 20,17    |
| 2     | Robson Caetano da Silva | Brasilien  | 20,18    |
| 3     | Floyd Heard             | USA        | 20,56    |
| 4     | Daniel Effiong          | Nigeria    | 20,59    |
| 5     | Hermann Lomba           | Frankreich | 20,69    |
| 6     | Jaroslaw Kaniecki       | Polen      | 20,82    |
| 7     | Thomas Renner           | Österreich | 21,11    |
| 8     | Enrique Talavera        | Spanien    | 21,12    |

### Viertelfinallauf 2
Wind: +0,1 m/s
| Platz | Name             | Nation         | Zeit (s) |
| ----- | ---------------- | -------------- | -------- |
| 1     | Frank Fredericks | Namibia        | 20,41    |
| 2     | Emmanuel Tuffour | Ghana          | 20,58    |
| 3     | Michael Rosswess | Großbritannien | 20,61    |
| 4     | Bruno Marie-Rose | Frankreich     | 20,85    |
| 5     | Dmitri Bartenjew | Sowjetunion    | 20,90    |
| 6     | Kennedy Ondiek   | Kenia          | 21,07    |
| 7     | Félix Stevens    | Kuba           | 21,09    |
| DSQ   | Innocent Asonze  | Nigeria        |          |

### Viertelfinallauf 3
Wind: +0,8 m/s
| Platz | Name             | Nation         | Zeit (s) |
| ----- | ---------------- | -------------- | -------- |
| 1     | Michael Johnson  | USA            | 20,05 CR |
| 2     | Nikolaj Antonow  | Bulgarien      | 20,20    |
| 3     | Olapade Adeniken | Nigeria        | 20,30    |
| 4     | John Regis       | Großbritannien | 20,38    |
| 5     | Dean Capobianco  | Australien     | 20,77    |
| 6     | Daniel Cojocaru  | Rumänien       | 20,80    |
| 7     | Stefano Tilli    | Italien        | 20,92    |
| 8     | Cyprian Enweani  | Kanada         | 21,09    |

### Viertelfinallauf 4
Wind: −0,7 m/s
| Platz | Name                  | Nation         | Zeit (s) |
| ----- | --------------------- | -------------- | -------- |
| 1     | Alexander Sokolow     | Sowjetunion    | 20,36    |
| 2     | Jean-Charles Trouabal | Frankreich     | 20,40    |
| 3     | Linford Christie      | Großbritannien | 20,54    |
| 4     | Joseph Gikonyo        | Kenia          | 20,63    |
| 5     | Yoshiyuki Okuyama     | Japan          | 21,00    |
| 6     | Leroy Burrell         | USA            | 21,21    |
| 7     | Pascal Thurnherr      | Schweiz        | 21,23    |
| 8     | Cameron Taylor        | Neuseeland     | 21,40    |

## Halbfinale
27. August 1991, 16:20 Uhr

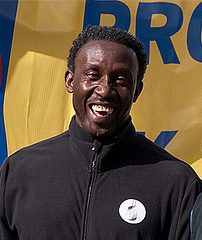
Als Sechster seines Halbfinallaufs schied Linford Christie aus

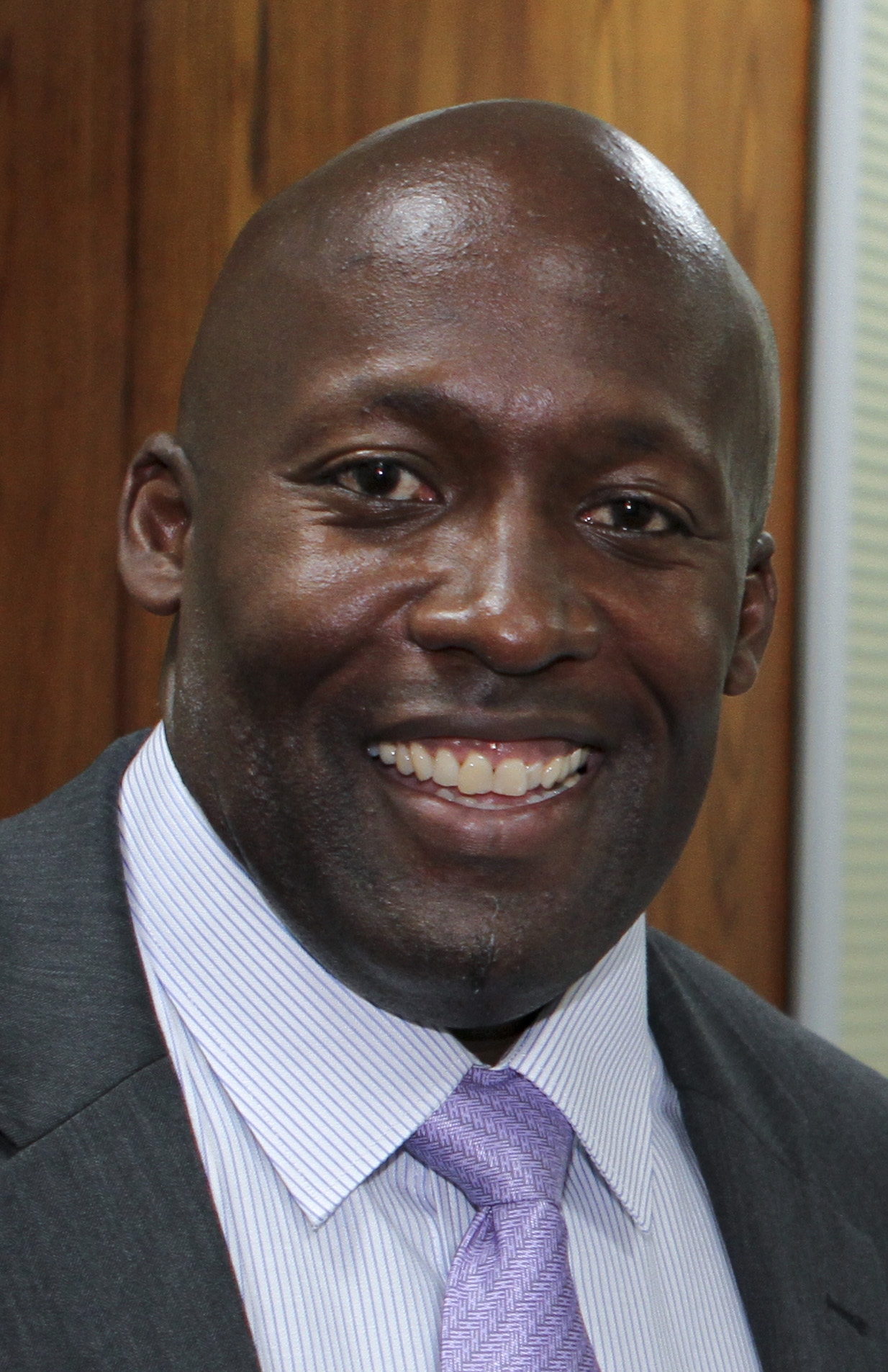
John Regis (hier im Jahr 2012) verpasste den Finaleinzug um einen Rang mit einem Rückstand von fünf Hundertstelsekunden

Aus den beiden Halbfinalläufen qualifizierten sich die jeweils ersten vier Athleten – hellblau unterlegt – für das Finale.

### Halbfinallauf 1
Wind: +2,2 m/s
| Platz | Name                  | Nation         | Zeit (s) |
| ----- | --------------------- | -------------- | -------- |
| 1     | Atlee Mahorn          | Kanada         | 20,40    |
| 2     | Nikolaj Antonow       | Bulgarien      | 20,43    |
| 3     | Jean-Charles Trouabal | Frankreich     | 20,48    |
| 4     | Alexander Sokolow     | Sowjetunion    | 20,48    |
| 5     | Floyd Heard           | USA            | 20,61    |
| 6     | Linford Christie      | Großbritannien | 20,62    |
| 7     | Daniel Effiong        | Nigeria        | 20,85    |
| 8     | Joseph Gikonyo        | Kenia          | 21,01    |

### Halbfinallauf 2

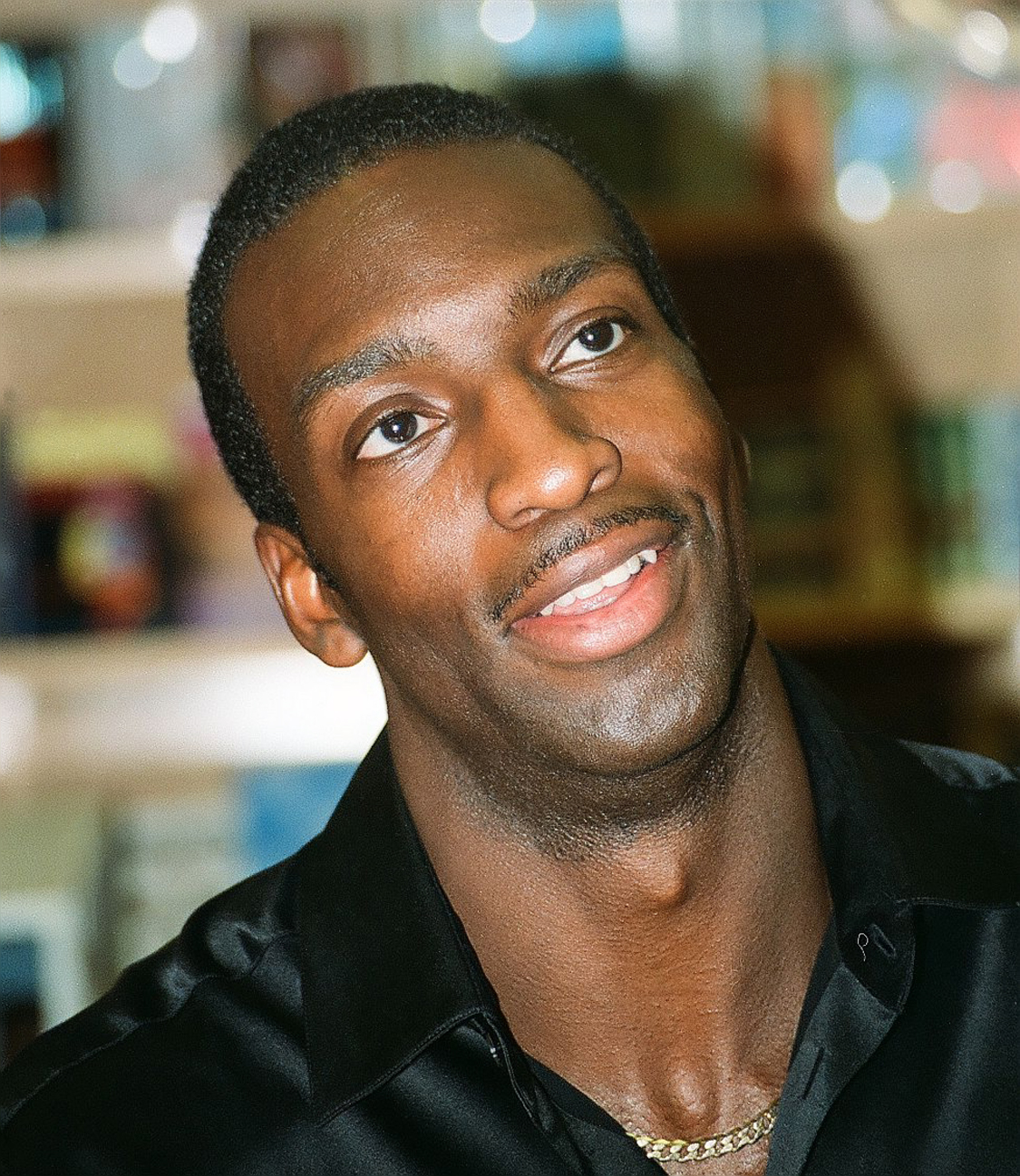
Weltmeister Michael Johnson feierte seinen ersten großen Sieg, dem noch viele weitere folgen sollten

Wind: −3,1 m/s
| Platz | Name                    | Nation         | Zeit (s) |
| ----- | ----------------------- | -------------- | -------- |
| 1     | Michael Johnson         | USA            | 20,06    |
| 2     | Frank Fredericks        | Namibia        | 20,27    |
| 3     | Olapade Adeniken        | Nigeria        | 20,47    |
| 4     | Robson Caetano da Silva | Brasilien      | 20,47    |
| 5     | John Regis              | Großbritannien | 20,52    |
| 6     | Michael Rosswess        | Großbritannien | 20,82    |
| 7     | Emmanuel Tuffour        | Ghana          | 20,91    |
| 8     | Bruno Marie-Rose        | Frankreich     | 21,04    |

## Finale
27. August 1991, 19:10 Uhr
Wind: −3,4 m/s
| Platz | Name                    | Nation      | Zeit (s) |
| ----- | ----------------------- | ----------- | -------- |
| 1     | Michael Johnson         | USA         | 20,01 CR |
| 2     | Frank Fredericks        | Namibia     | 20,34    |
| 3     | Atlee Mahorn            | Kanada      | 20,49    |
| 4     | Robson Caetano da Silva | Brasilien   | 20,49    |
| 5     | Olapade Adeniken        | Nigeria     | 20,51    |
| 6     | Jean-Charles Trouabal   | Frankreich  | 20,58    |
| 7     | Nikolaj Antonow         | Bulgarien   | 20,59    |
| 8     | Alexander Sokolow       | Sowjetunion | 20,78    |

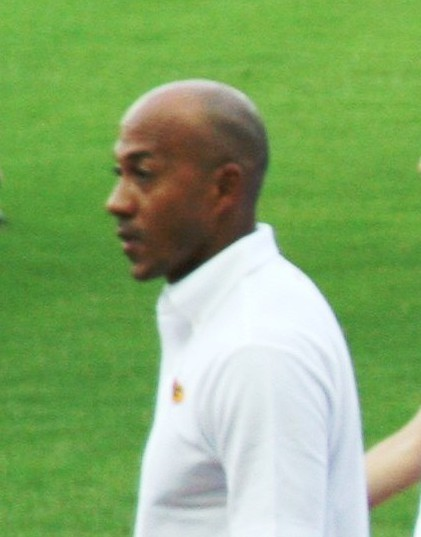
Für Vizeweltmeister Frank Fredericks begann hier eine sehr erfolgreiche internationale Laufbahn mit vielen weiteren Medaillen
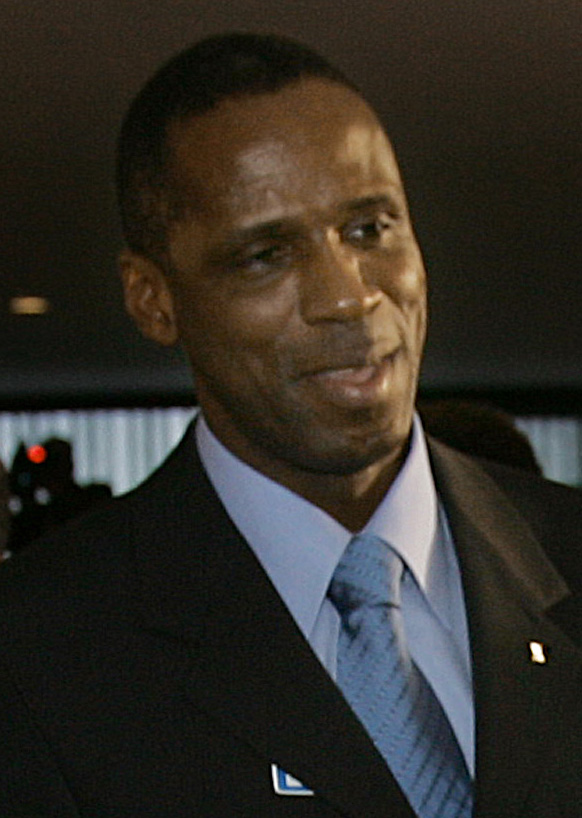
Nach seinem siebten Rang über 100 Meter erreichte Robson Caetano da Silva nun Platz vier und verpasste die Bronzemedaille nur um wenige Tausendstelsekunden

## Video
- Men's 200m Final World Champs in Tokyo 1991 auf youtube.com, abgerufen am 15. April 2020